# Pandemia di COVID-19 in India
Il primo caso della pandemia di COVID-19 in India è stato confermato il 30 gennaio 2020, quando uno studente indiano rientrato nel Kerala dall'Università di Wuhan è risultato essere positivo al virus.
Al 1º gennaio 2023 l'India, con oltre 44 679 564 casi di cui 44 145 238 guariti e 530 705 morti, risulta essere lo Stato dell'Asia più colpito in termini di casi totali, il secondo al mondo dopo gli Stati Uniti e il terzo per decessi dopo gli Stati Uniti e il Brasile.
Il 5 maggio 2023, l'Organizzazione mondiale della sanità dichiara ufficialmente la fine della pandemia.

## Antefatti
Il 12 gennaio 2020, l'Organizzazione mondiale della sanità (OMS) ha confermato che un nuovo coronavirus era la causa di una nuova infezione polmonare che aveva colpito diversi abitanti della città di Wuhan, nella provincia cinese dell'Hubei, il cui caso era stato portato all'attenzione dell'OMS il 31 dicembre 2019.
Sebbene nel tempo il tasso di mortalità del COVID-19 si sia rivelato decisamente più basso di quello dell'epidemia di SARS che aveva imperversato nel 2003, la trasmissione del virus SARS-CoV-2, alla base del COVID-19, è risultata essere molto più ampia di quella del precedente virus del 2003, ed ha portato a un numero totale di morti molto più elevato.

## Cronologia

### Gennaio-febbraio
Le misure di protezione sono state applicate per la prima volta a gennaio. L'India ha iniziato lo screening termico dei passeggeri in arrivo dalla Cina il 21 gennaio. Inizialmente realizzato in sette aeroporti, è stato esteso a 20 aeroporti verso la fine di gennaio. Nel mese di febbraio sono stati scoperti pochi nuovi casi.

### Marzo
Dall'inizio alla metà di marzo, il governo aveva elaborato piani per affrontare un peggioramento della pandemia nel paese. Ciò includeva sette ministeri che lavoravano insieme per creare ulteriori strutture di quarantena e cure in tutto il paese. Sono stati inoltre elaborati piani per evitare una situazione di panico.
Il 17 marzo, il governo indiano ha pubblicato un parere, sollecitando tutti gli Stati indiani ad adottare misure di distanziamento sociale come strategia preventiva fino al 31 marzo. È stata emanata anche una direttiva del governo che chiedeva a tutte le forze di polizia indiane di entrare in modalità di battaglia; tutti i congedi non essenziali sono stati annullati. È stata inoltre creata una task force COVID-19 per la risposta economica.
Il 27 marzo il governo del Tamil Nadu ha nominato centinaia di tecnici di laboratorio, medici e infermieri per combattere il coronavirus, cercando anche di procurarsi 200 nuove ambulanze. Il governo dello Stato di Assam ha iniziato a costruire strutture di isolamento nello stadio Sarusajai e nello stadio Nehru di Guwahati.

### Aprile
Le principali città indiane e molti stati hanno reso obbligatorio indossare mascherine di protezione. Il 29 aprile il Ministero degli Affari interni ha emanato delle linee guida per gli Stati per affrontare l'epidemia, agli Stati è stato chiesto di sottoporre a screening le persone, metterle in quarantena e fare controlli sanitari periodici.

## Cronistoria

### Lockdown
Il 22 marzo, il governo indiano ha deciso di bloccare completamente 82 distretti in 22 stati del paese in cui erano stati segnalati casi confermati al 31 marzo. Il 23 marzo, alle 6:00 del mattino, Delhi è stata chiusa fino al 31 marzo, ad eccezione dei servizi e delle merci essenziali. 80 città, tra cui le principali città come Bangalore, Chennai, Mumbai, Chandigarh e Calcutta, furono anch'esse messe in lockdown. I movimenti interstatali sono stati consentiti durante il periodo di blocco. Tuttavia alcuni stati hanno chiuso i loro confini.
Il 23 marzo, i governi sindacali e statali hanno annunciato il blocco di 75 distretti in cui sono stati segnalati casi.
Il 24 marzo, il Primo Ministro Narendra Modi ha annunciato un blocco completo a livello nazionale, a partire da mezzanotte per 21 giorni. Entro il 6 aprile, il tasso di crescita della pandemia era rallentato a raddoppiare ogni sei giorni, da un raddoppio ogni tre giorni prima.
Con l'avvicinarsi della fine del periodo di blocco, diversi governi statali hanno raccomandato di estenderlo. I governi di Odisha, Punjab, Maharashtra e West Bengal hanno esteso i blocchi dello stato sino al 30 aprile.
Il 14 aprile, il Primo Ministro Narendra Modi ha esteso il blocco nazionale fino al 3 maggio.
Il 29 aprile, il governo del Punjab ha annunciato l'estensione del coprifuoco fino al 17 maggio. Il 1º maggio, il governo indiano ha esteso ulteriormente il blocco nazionale di due settimane fino al 17 maggio. Il 5 maggio, il governo di Telangana ha annunciato l'estensione del blocco fino al 29 maggio.

### Classificazione zone
Il governo ha diviso l'intera nazione in tre zone: zona rossa, zona arancione e zona verde:
- Zona rossa (hotspot): distretti con un alto tasso di raddoppio e un alto numero di casi attivi.
- Zona arancione (non hotspot): distretti con meno casi.
- Zona verde: comprende i distretti senza casi confermati o senza nuovi casi negli ultimi 21 giorni.

### Restrizioni di viaggio e di ingresso
Il 3 marzo 2020, il governo indiano ha smesso di rilasciare nuovi visti. I visti rilasciati in precedenza per cittadini di Italia, Iran, Corea del Sud e Giappone sono stati sospesi.
Tutti i visti sono stati sospesi il 13 marzo, ad eccezione dei visti diplomatici. Agli indiani di ritorno dai paesi colpiti dal virus è stato chiesto di mettersi in quarantena per 14 giorni. Queste misure sono state estese ai cittadini dell'Europa, dei paesi del Golfo e dei paesi asiatici, compresa la Malaysia, dal 18 marzo.
Il 13 marzo, il governo indiano ha chiuso il traffico passeggeri da tutti i paesi limitrofi ad eccezione del Pakistan, il cui traffico è stato chiuso il 16 marzo.

### Screening temperatura
Il 4 marzo 2020, il ministro della sanità, del benessere della famiglia, il dott. Harsh Vardhan, ha annunciato lo screening obbligatorio di tutti i passeggeri internazionali che arrivano in India. Ha anche affermato che 589 000 persone sono state sottoposte a screening negli aeroporti e oltre un milione sono state sottoposte a controlli ai confini con il Nepal e circa 27.000 erano sotto sorveglianza.

## Andamento dei contagi
| Data | Data       |  | Numero di casi     | Numero di morti |
| --- | ---------- |  | ------------------ | --------------- |
| 30-01-2020 | 30-01-2020 |  | 1(N.D.)            | 0(N.D.)         |
| ⋮ | ⋮          |  | 1(=)               |                 |
| 02-02-2020 | 02-02-2020 |  | 2(+100%)           | 0(N.D.)         |
| 03-02-2020 | 03-02-2020 |  | 3(+50%)            | 0(N.D.)         |
| ⋮ | ⋮          |  | 3(=)               |                 |
| 02-03-2020 | 02-03-2020 |  | 5(+67%)            | 0(N.D.)         |
| 03-03-2020 | 03-03-2020 |  | 6(+20%)            | 0(N.D.)         |
| 04-03-2020 | 04-03-2020 |  | 28(+367%)          | 0(N.D.)         |
| 05-03-2020 | 05-03-2020 |  | 30(+7,1%)          | 0(N.D.)         |
| 06-03-2020 | 06-03-2020 |  | 31(+3,3%)          | 0(N.D.)         |
| 07-03-2020 | 07-03-2020 |  | 34(+9,7%)          | 0(N.D.)         |
| 08-03-2020 | 08-03-2020 |  | 39(+15%)           | 0(N.D.)         |
| 09-03-2020 | 09-03-2020 |  | 44(+13%)           | 0(N.D.)         |
| 10-03-2020 | 10-03-2020 |  | 50(+14%)           | 0(N.D.)         |
| 11-03-2020 | 11-03-2020 |  | 60(+20%)           | 0(N.D.)         |
| 12-03-2020 | 12-03-2020 |  | 74(+23%)           | 1(N.D.)         |
| 13-03-2020 | 13-03-2020 |  | 81(+9,5%)          | 2(+100%)        |
| 14-03-2020 | 14-03-2020 |  | 84(+3,7%)          | 2(=)            |
| 15-03-2020 | 15-03-2020 |  | 110(+31%)          | 2(=)            |
| 16-03-2020 | 16-03-2020 |  | 114(+3,6%)         | 2(=)            |
| 17-03-2020 | 17-03-2020 |  | 137(+20%)          | 3(+50%)         |
| 18-03-2020 | 18-03-2020 |  | 151(+10%)          | 3(=)            |
| 19-03-2020 | 19-03-2020 |  | 173(+15%)          | 4(+33%)         |
| 20-03-2020 | 20-03-2020 |  | 223(+29%)          | 4(=)            |
| 21-03-2020 | 21-03-2020 |  | 315(+41%)          | 4(=)            |
| 22-03-2020 | 22-03-2020 |  | 360(+14%)          | 7(+75%)         |
| 23-03-2020 | 23-03-2020 |  | 468(+30%)          | 9(+29%)         |
| 24-03-2020 | 24-03-2020 |  | 519(+11%)          | 10(+11%)        |
| 25-03-2020 | 25-03-2020 |  | 606(+17%)          | 10(=)           |
| 26-03-2020 | 26-03-2020 |  | 694(+15%)          | 16(+60%)        |
| 27-03-2020 | 27-03-2020 |  | 834(+20%)          | 19(+19%)        |
| 28-03-2020 | 28-03-2020 |  | 918(+10%)          | 19(=)           |
| 29-03-2020 | 29-03-2020 |  | 1 024(+12%)        | 27(+42%)        |
| 30-03-2020 | 30-03-2020 |  | 1 251(+22%)        | 32(+19%)        |
| 31-03-2020 | 31-03-2020 |  | 1 397(+12%)        | 35(+9,4%)       |
| 01-04-2020 | 01-04-2020 |  | 1 834(+31%)        | 41(+17%)        |
| 02-04-2020 | 02-04-2020 |  | 2 069(+13%)        | 53(+29%)        |
| 03-04-2020 | 03-04-2020 |  | 2 547(+23%)        | 62(+17%)        |
| 04-04-2020 | 04-04-2020 |  | 3 072(+21%)        | 75(+21%)        |
| 05-04-2020 | 05-04-2020 |  | 3 577(+16%)        | 83(+11%)        |
| 06-04-2020 | 06-04-2020 |  | 4 281(+20%)        | 111(+34%)       |
| 07-04-2020 | 07-04-2020 |  | 4 789(+12%)        | 124(+12%)       |
| 08-04-2020 | 08-04-2020 |  | 5 274(+10%)        | 149(+20%)       |
| 09-04-2020 | 09-04-2020 |  | 5 865(+11%)        | 169(+13%)       |
| 10-04-2020 | 10-04-2020 |  | 6 761(+15%)        | 206(+22%)       |
| 11-04-2020 | 11-04-2020 |  | 7 529(+11%)        | 242(+17%)       |
| 12-04-2020 | 12-04-2020 |  | 8 447(+12%)        | 273(+13%)       |
| 13-04-2020 | 13-04-2020 |  | 9 352(+11%)        | 324(+19%)       |
| 14-04-2020 | 14-04-2020 |  | 10 815(+16%)       | 353(+9%)        |
| 15-04-2020 | 15-04-2020 |  | 11 933(+10%)       | 392(+11%)       |
| 16-04-2020 | 16-04-2020 |  | 12 759(+6,9%)      | 420(+7,1%)      |
| 17-04-2020 | 17-04-2020 |  | 13 835(+8,4%)      | 452(+7,6%)      |
| 18-04-2020 | 18-04-2020 |  | 14 792(+6,9%)      | 488(+8%)        |
| 19-04-2020 | 19-04-2020 |  | 16 116(+9%)        | 519(+6,4%)      |
| 20-04-2020 | 20-04-2020 |  | 17 656(+9,6%)      | 559(+7,7%)      |
| 21-04-2020 | 21-04-2020 |  | 18 985(+7,5%)      | 603(+7,9%)      |
| 22-04-2020 | 22-04-2020 |  | 20 471(+7,8%)      | 652(+8,1%)      |
| 23-04-2020 | 23-04-2020 |  | 21 700(+6%)        | 686(+5,2%)      |
| 24-04-2020 | 24-04-2020 |  | 23 452(+8,1%)      | 723(+5,4%)      |
| 25-04-2020 | 25-04-2020 |  | 24 942(+6,4%)      | 779(+7,7%)      |
| 26-04-2020 | 26-04-2020 |  | 26 917(+7,9%)      | 826(+6%)        |
| 27-04-2020 | 27-04-2020 |  | 28 380(+5,4%)      | 886(+7,3%)      |
| 28-04-2020 | 28-04-2020 |  | 29 974(+5,6%)      | 937(+5,8%)      |
| 29-04-2020 | 29-04-2020 |  | 31 787(+6%)        | 1 008(+7,6%)    |
| 30-04-2020 | 30-04-2020 |  | 33 610(+5,7%)      | 1 075(+6,6%)    |
| 01-05-2020 | 01-05-2020 |  | 35 365(+5,2%)      | 1 152(+7,2%)    |
| 02-05-2020 | 02-05-2020 |  | 37 776(+6,8%)      | 1 223(+6,2%)    |
| 03-05-2020 | 03-05-2020 |  | 40 263(+6,6%)      | 1 306(+6,8%)    |
| 04-05-2020 | 04-05-2020 |  | 42 836(+6,4%)      | 1 389(+6,4%)    |
| 05-05-2020 | 05-05-2020 |  | 46 711(+9%)        | 1 583(+14%)     |
| 06-05-2020 | 06-05-2020 |  | 49 391(+5,7%)      | 1 694(+7%)      |
| 07-05-2020 | 07-05-2020 |  | 52 952(+7,2%)      | 1 783(+5,3%)    |
| 08-05-2020 | 08-05-2020 |  | 56 342(+6,4%)      | 1 886(+5,8%)    |
| 09-05-2020 | 09-05-2020 |  | 59 662(+5,9%)      | 1 981(+5%)      |
| 10-05-2020 | 10-05-2020 |  | 62 939(+5,5%)      | 2 109(+6,5%)    |
| 11-05-2020 | 11-05-2020 |  | 67 152(+6,7%)      | 2 206(+4,6%)    |
| 12-05-2020 | 12-05-2020 |  | 70 756(+5,4%)      | 2 293(+3,9%)    |
| 13-05-2020 | 13-05-2020 |  | 74 281(+5%)        | 2 415(+5,3%)    |
| 14-05-2020 | 14-05-2020 |  | 78 003(+5%)        | 2 549(+5,5%)    |
| 15-05-2020 | 15-05-2020 |  | 81 970(+5,1%)      | 2 649(+3,9%)    |
| 16-05-2020 | 16-05-2020 |  | 85 940(+4,8%)      | 2 752(+3,9%)    |
| 17-05-2020 | 17-05-2020 |  | 90 927(+5,8%)      | 2 872(+4,4%)    |
| 18-05-2020 | 18-05-2020 |  | 96 169(+5,8%)      | 3 029(+5,5%)    |
| 19-05-2020 | 19-05-2020 |  | 101 139(+5,2%)     | 3 163(+4,4%)    |
| 20-05-2020 | 20-05-2020 |  | 106 750(+5,5%)     | 3 303(+4,4%)    |
| 21-05-2020 | 21-05-2020 |  | 112 359(+5,3%)     | 3 435(+4%)      |
| 22-05-2020 | 22-05-2020 |  | 118 447(+5,4%)     | 3 583(+4,3%)    |
| 23-05-2020 | 23-05-2020 |  | 125 101(+5,6%)     | 3 720(+3,8%)    |
| 24-05-2020 | 24-05-2020 |  | 131 868(+5,4%)     | 3 867(+4%)      |
| 25-05-2020 | 25-05-2020 |  | 138 845(+5,3%)     | 4 021(+4%)      |
| 26-05-2020 | 26-05-2020 |  | 145 380(+4,7%)     | 4 167(+3,6%)    |
| 27-05-2020 | 27-05-2020 |  | 151 767(+4,4%)     | 4 337(+4,1%)    |
| 28-05-2020 | 28-05-2020 |  | 158 333(+4,3%)     | 4 531(+4,5%)    |
| 29-05-2020 | 29-05-2020 |  | 165 799(+4,7%)     | 4 706(+3,9%)    |
| 30-05-2020 | 30-05-2020 |  | 173 763(+4,8%)     | 4 971(+5,6%)    |
| 31-05-2020 | 31-05-2020 |  | 182 143(+4,8%)     | 5 164(+3,9%)    |
| 01-06-2020 | 01-06-2020 |  | 190 535(+4,6%)     | 5 394(+4,5%)    |
| 02-06-2020 | 02-06-2020 |  | 198 706(+4,3%)     | 5 598(+3,8%)    |
| 03-06-2020 | 03-06-2020 |  | 207 615(+4,5%)     | 5 815(+3,9%)    |
| 04-06-2020 | 04-06-2020 |  | 216 919(+4,5%)     | 6 075(+4,5%)    |
| 05-06-2020 | 05-06-2020 |  | 226 770(+4,5%)     | 6 348(+4,5%)    |
| 06-06-2020 | 06-06-2020 |  | 236 657(+4,4%)     | 6 642(+4,6%)    |
| 07-06-2020 | 07-06-2020 |  | 246 628(+4,2%)     | 6 929(+4,3%)    |
| 08-06-2020 | 08-06-2020 |  | 256 611(+4%)       | 7 200(+3,9%)    |
| 09-06-2020 | 09-06-2020 |  | 266 598(+3,9%)     | 7 471(+3,8%)    |
| 10-06-2020 | 10-06-2020 |  | 276 583(+3,7%)     | 7 745(+3,7%)    |
| 11-06-2020 | 11-06-2020 |  | 286 579(+3,6%)     | 8 102(+4,6%)    |
| 12-06-2020 | 12-06-2020 |  | 297 535(+3,8%)     | 8 498(+4,9%)    |
| 13-06-2020 | 13-06-2020 |  | 308 993(+3,9%)     | 8 884(+4,5%)    |
| 14-06-2020 | 14-06-2020 |  | 320 922(+3,9%)     | 9 195(+3,5%)    |
| 15-06-2020 | 15-06-2020 |  | 332 424(+3,6%)     | 9 520(+3,5%)    |
| 16-06-2020 |            |  |                    |                 |
| 17-06-2020 | 17-06-2020 |  | 354 065(N.D.)      | 11 903(+20%i)   |
| 18-06-2020 | 18-06-2020 |  | 366 946(+3,6%)     | 12 237(+2,8%)   |
| 19-06-2020 | 19-06-2020 |  | 380 532(+3,7%)     | 12 573(+2,7%)   |
| 20-06-2020 | 20-06-2020 |  | 395 048(+3,8%)     | 12 948(+3%)     |
| 21-06-2020 | 21-06-2020 |  | 410 461(+3,9%)     | 13 254(+2,4%)   |
| 22-06-2020 | 22-06-2020 |  | 425 282(+3,6%)     | 13 699(+3,4%)   |
| 23-06-2020 | 23-06-2020 |  | 440 215(+3,5%)     | 14 011(+2,3%)   |
| 24-06-2020 | 24-06-2020 |  | 456 183(+3,6%)     | 14 476(+3,3%)   |
| 25-06-2020 | 25-06-2020 |  | 473 105(+3,7%)     | 14 894(+2,9%)   |
| 26-06-2020 | 26-06-2020 |  | 490 401(+3,7%)     | 15 301(+2,7%)   |
| 27-06-2020 | 27-06-2020 |  | 508 953(+3,8%)     | 15 685(+2,5%)   |
| 28-06-2020 | 28-06-2020 |  | 528 859(+3,9%)     | 16 095(+2,6%)   |
| 29-06-2020 | 29-06-2020 |  | 548 318(+3,7%)     | 16 475(+2,4%)   |
| 30-06-2020 | 30-06-2020 |  | 566 840(+3,4%)     | 16 893(+2,5%)   |
| 01-07-2020 | 01-07-2020 |  | 585 493(+3,3%)     | 17 400(+3%)     |
| 02-07-2020 | 02-07-2020 |  | 604 641(+3,3%)     | 17 834(+2,5%)   |
| 03-07-2020 | 03-07-2020 |  | 625 544(+3,5%)     | 18 213(+2,1%)   |
| 04-07-2020 | 04-07-2020 |  | 648 315(+3,6%)     | 18 655(+2,4%)   |
| 05-07-2020 | 05-07-2020 |  | 673 165(+3,8%)     | 19 268(+3,3%)   |
| 06-07-2020 | 06-07-2020 |  | 697 413(+3,6%)     | 19 693(+2,2%)   |
| 07-07-2020 | 07-07-2020 |  | 719 665(+3,2%)     | 20 160(+2,4%)   |
| 08-07-2020 | 08-07-2020 |  | 742 417(+3,2%)     | 20 642(+2,4%)   |
| 09-07-2020 | 09-07-2020 |  | 767 296(+3,4%)     | 21 129(+2,4%)   |
| 10-07-2020 | 10-07-2020 |  | 793 802(+3,5%)     | 21 604(+2,2%)   |
| 11-07-2020 | 11-07-2020 |  | 820 916(+3,4%)     | 22 123(+2,4%)   |
| 12-07-2020 | 12-07-2020 |  | 849 553(+3,5%)     | 22 674(+2,5%)   |
| 13-07-2020 | 13-07-2020 |  | 878 254(+3,4%)     | 23 174(+2,2%)   |
| 14-07-2020 | 14-07-2020 |  | 906 752(+3,2%)     | 23 727(+2,4%)   |
| 15-07-2020 | 15-07-2020 |  | 936 181(+3,2%)     | 24 309(+2,5%)   |
| 16-07-2020 | 16-07-2020 |  | 968 876(+3,5%)     | 24 915(+2,5%)   |
| 17-07-2020 | 17-07-2020 |  | 1 003 832(+3,6%)   | 25 602(+2,8%)   |
| 18-07-2020 | 18-07-2020 |  | 1 038 716(+3,5%)   | 26 273(+2,6%)   |
| 19-07-2020 | 19-07-2020 |  | 1 077 618(+3,7%)   | 26 816(+2,1%)   |
| 20-07-2020 | 20-07-2020 |  | 1 118 043(+3,8%)   | 27 497(+2,5%)   |
| 21-07-2020 | 21-07-2020 |  | 1 155 191(+3,3%)   | 28 084(+2,1%)   |
| 22-07-2020 | 22-07-2020 |  | 1 192 915(+3,3%)   | 28 732(+2,3%)   |
| 23-07-2020 | 23-07-2020 |  | 1 238 635(+3,8%)   | 29 861(+3,9%)   |
| 24-07-2020 | 24-07-2020 |  | 1 287 945(+4%)     | 30 601(+2,5%)   |
| 25-07-2020 | 25-07-2020 |  | 1 336 861(+3,8%)   | 31 358(+2,5%)   |
| 26-07-2020 | 26-07-2020 |  | 1 385 522(+3,6%)   | 32 063(+2,2%)   |
| 27-07-2020 | 27-07-2020 |  | 1 435 453(+3,6%)   | 32 771(+2,2%)   |
| 28-07-2020 | 28-07-2020 |  | 1 483 156(+3,3%)   | 33 425(+2%)     |
| 29-07-2020 | 29-07-2020 |  | 1 531 669(+3,3%)   | 34 193(+2,3%)   |
| 30-07-2020 | 30-07-2020 |  | 1 583 792(+3,4%)   | 34 968(+2,3%)   |
| 31-07-2020 | 31-07-2020 |  | 1 638 870(+3,5%)   | 35 747(+2,2%)   |
| 01-08-2020 | 01-08-2020 |  | 1 695 988(+3,5%)   | 36 511(+2,1%)   |
| 02-08-2020 | 02-08-2020 |  | 1 750 723(+3,2%)   | 37 364(+2,3%)   |
| 03-08-2020 | 03-08-2020 |  | 1 803 695(+3%)     | 38 135(+2,1%)   |
| 04-08-2020 | 04-08-2020 |  | 1 855 745(+2,9%)   | 38 938(+2,1%)   |
| 05-08-2020 | 05-08-2020 |  | 1 908 254(+2,8%)   | 39 795(+2,2%)   |
| 06-08-2020 | 06-08-2020 |  | 1 964 536(+2,9%)   | 40 699(+2,3%)   |
| 07-08-2020 | 07-08-2020 |  | 2 027 074(+3,2%)   | 41 585(+2,2%)   |
| 08-08-2020 | 08-08-2020 |  | 2 088 611(+3%)     | 42 518(+2,2%)   |
| 09-08-2020 | 09-08-2020 |  | 2 153 010(+3,1%)   | 43 379(+2%)     |
| 10-08-2020 | 10-08-2020 |  | 2 215 074(+2,9%)   | 44 386(+2,3%)   |
| 11-08-2020 | 11-08-2020 |  | 2 268 675(+2,4%)   | 45 257(+2%)     |
| 12-08-2020 | 12-08-2020 |  | 2 329 638(+2,7%)   | 46 091(+1,8%)   |
| 13-08-2020 | 13-08-2020 |  | 2 396 637(+2,9%)   | 47 033(+2%)     |
| 14-08-2020 | 14-08-2020 |  | 2 461 190(+2,7%)   | 48 040(+2,1%)   |
| 15-08-2020 | 15-08-2020 |  | 2 526 192(+2,6%)   | 49 036(+2,1%)   |
| 16-08-2020 | 16-08-2020 |  | 2 589 682(+2,5%)   | 49 980(+1,9%)   |
| 17-08-2020 | 17-08-2020 |  | 2 647 663(+2,2%)   | 50 921(+1,9%)   |
| 18-08-2020 | 18-08-2020 |  | 2 702 742(+2,1%)   | 51 797(+1,7%)   |
| 19-08-2020 | 19-08-2020 |  | 2 767 273(+2,4%)   | 52 889(+2,1%)   |
| 20-08-2020 | 20-08-2020 |  | 2 836 925(+2,5%)   | 53 866(+1,8%)   |
| 21-08-2020 | 21-08-2020 |  | 2 905 823(+2,4%)   | 54 849(+1,8%)   |
| 22-08-2020 | 22-08-2020 |  | 2 975 701(+2,4%)   | 55 794(+1,7%)   |
| 23-08-2020 | 23-08-2020 |  | 3 044 940(+2,3%)   | 56 706(+1,6%)   |
| 24-08-2020 | 24-08-2020 |  | 3 106 348(+2%)     | 57 542(+1,5%)   |
| 25-08-2020 | 25-08-2020 |  | 3 167 323(+2%)     | 58 390(+1,5%)   |
| 26-08-2020 | 26-08-2020 |  | 3 234 474(+2,1%)   | 59 449(+1,8%)   |
| 27-08-2020 | 27-08-2020 |  | 3 310 234(+2,3%)   | 60 472(+1,7%)   |
| 28-08-2020 | 28-08-2020 |  | 3 387 500(+2,3%)   | 61 529(+1,7%)   |
| 29-08-2020 | 29-08-2020 |  | 3 463 972(+2,3%)   | 62 550(+1,7%)   |
| 30-08-2020 | 30-08-2020 |  | 3 542 733(+2,3%)   | 63 498(+1,5%)   |
| 31-08-2020 | 31-08-2020 |  | 3 621 245(+2,2%)   | 64 469(+1,5%)   |
| 01-09-2020 | 01-09-2020 |  | 3 691 166(+1,9%)   | 65 288(+1,3%)   |
| 02-09-2020 | 02-09-2020 |  | 3 769 523(+2,1%)   | 66 333(+1,6%)   |
| 03-09-2020 | 03-09-2020 |  | 3 853 406(+2,2%)   | 67 376(+1,6%)   |
| 04-09-2020 | 04-09-2020 |  | 3 936 747(+2,2%)   | 68 472(+1,6%)   |
| 05-09-2020 | 05-09-2020 |  | 4 023 179(+2,2%)   | 69 561(+1,6%)   |
| 06-09-2020 | 06-09-2020 |  | 4 113 811(+2,3%)   | 70 626(+1,5%)   |
| 07-09-2020 | 07-09-2020 |  | 4 204 613(+2,2%)   | 71 642(+1,4%)   |
| 08-09-2020 | 08-09-2020 |  | 4 280 422(+1,8%)   | 72 775(+1,6%)   |
| 09-09-2020 | 09-09-2020 |  | 4 370 128(+2,1%)   | 73 890(+1,5%)   |
| 10-09-2020 | 10-09-2020 |  | 4 465 863(+2,2%)   | 75 062(+1,6%)   |
| 11-09-2020 | 11-09-2020 |  | 4 562 414(+2,2%)   | 76 271(+1,6%)   |
| 12-09-2020 | 12-09-2020 |  | 4 659 984(+2,1%)   | 77 472(+1,6%)   |
| 13-09-2020 | 13-09-2020 |  | 4 754 356(+2%)     | 78 586(+1,4%)   |
| 14-09-2020 | 14-09-2020 |  | 4 846 427(+1,9%)   | 79 722(+1,4%)   |
| 15-09-2020 | 15-09-2020 |  | 4 930 236(+1,7%)   | 80 776(+1,3%)   |
| 16-09-2020 | 16-09-2020 |  | 5 020 359(+1,8%)   | 82 066(+1,6%)   |
| 17-09-2020 | 17-09-2020 |  | 5 118 253(+1,9%)   | 83 198(+1,4%)   |
| 18-09-2020 | 18-09-2020 |  | 5 214 677(+1,9%)   | 84 372(+1,4%)   |
| 19-09-2020 | 19-09-2020 |  | 5 308 014(+1,8%)   | 85 619(+1,5%)   |
| 20-09-2020 | 20-09-2020 |  | 5 400 619(+1,7%)   | 86 752(+1,3%)   |
| 21-09-2020 | 21-09-2020 |  | 5 487 580(+1,6%)   | 87 882(+1,3%)   |
| 22-09-2020 | 22-09-2020 |  | 5 562 663(+1,4%)   | 88 935(+1,2%)   |
| 23-09-2020 | 23-09-2020 |  | 5 646 010(+1,5%)   | 90 020(+1,2%)   |
| 24-09-2020 | 24-09-2020 |  | 5 732 518(+1,5%)   | 91 149(+1,3%)   |
| 25-09-2020 | 25-09-2020 |  | 5 818 570(+1,5%)   | 92 290(+1,3%)   |
| 26-09-2020 | 26-09-2020 |  | 5 903 932(+1,5%)   | 93 379(+1,2%)   |
| 27-09-2020 | 27-09-2020 |  | 5 992 532(+1,5%)   | 94 503(+1,2%)   |
| 28-09-2020 | 28-09-2020 |  | 6 074 702(+1,4%)   | 95 542(+1,1%)   |
| 29-09-2020 | 29-09-2020 |  | 6 145 291(+1,2%)   | 96 318(+0,81%)  |
| 30-09-2020 | 30-09-2020 |  | 6 225 763(+1,3%)   | 97 497(+1,2%)   |
| 01-10-2020 | 01-10-2020 |  | 6 312 584(+1,4%)   | 98 678(+1,2%)   |
| 02-10-2020 | 02-10-2020 |  | 6 394 068(+1,3%)   | 99 773(+1,1%)   |
| 03-10-2020 | 03-10-2020 |  | 6 473 544(+1,2%)   | 100 842(+1,1%)  |
| 04-10-2020 | 04-10-2020 |  | 6 549 373(+1,2%)   | 101 782(+0,93%) |
| 05-10-2020 | 05-10-2020 |  | 6 623 815(+1,1%)   | 102 685(+0,89%) |
| 06-10-2020 | 06-10-2020 |  | 6 685 082(+0,92%)  | 103 569(+0,86%) |
| 07-10-2020 | 07-10-2020 |  | 6 757 131(+1,1%)   | 104 555(+0,95%) |
| 08-10-2020 | 08-10-2020 |  | 6 835 655(+1,2%)   | 105 526(+0,93%) |
| 09-10-2020 | 09-10-2020 |  | 6 906 151(+1%)     | 106 490(+0,91%) |
| 10-10-2020 | 10-10-2020 |  | 6 979 423(+1,1%)   | 107 416(+0,87%) |
| 11-10-2020 | 11-10-2020 |  | 7 053 806(+1,1%)   | 108 334(+0,85%) |
| 12-10-2020 | 12-10-2020 |  | 7 120 538(+0,95%)  | 109 150(+0,75%) |
| 13-10-2020 | 13-10-2020 |  | 7 175 880(+0,78%)  | 109 856(+0,65%) |
| 14-10-2020 | 14-10-2020 |  | 7 239 389(+0,89%)  | 110 586(+0,66%) |
| 15-10-2020 | 15-10-2020 |  | 7 307 097(+0,94%)  | 111 266(+0,61%) |
| 16-10-2020 | 16-10-2020 |  | 7 370 468(+0,87%)  | 112 161(+0,8%)  |
| 17-10-2020 | 17-10-2020 |  | 7 432 680(+0,84%)  | 112 998(+0,75%) |
| 18-10-2020 | 18-10-2020 |  | 7 494 551(+0,83%)  | 114 031(+0,91%) |
| 19-10-2020 | 19-10-2020 |  | 7 550 273(+0,74%)  | 114 610(+0,51%) |
| 20-10-2020 | 20-10-2020 |  | 7 597 063(+0,62%)  | 115 197(+0,51%) |
| 21-10-2020 | 21-10-2020 |  | 7 651 107(+0,71%)  | 115 914(+0,62%) |
| 22-10-2020 | 22-10-2020 |  | 7 706 946(+0,73%)  | 116 616(+0,61%) |
| 23-10-2020 | 23-10-2020 |  | 7 761 312(+0,71%)  | 117 306(+0,59%) |
| 24-10-2020 | 24-10-2020 |  | 7 814 682(+0,69%)  | 117 956(+0,55%) |
| 25-10-2020 | 25-10-2020 |  | 7 864 811(+0,64%)  | 118 534(+0,49%) |
| 26-10-2020 | 26-10-2020 |  | 7 909 959(+0,57%)  | 119 014(+0,4%)  |
| 27-10-2020 | 27-10-2020 |  | 7 946 429(+0,46%)  | 119 502(+0,41%) |
| 28-10-2020 | 28-10-2020 |  | 7 990 322(+0,55%)  | 120 010(+0,43%) |
| 29-10-2020 | 29-10-2020 |  | 8 040 203(+0,62%)  | 120 527(+0,43%) |
| 30-10-2020 | 30-10-2020 |  | 8 088 851(+0,61%)  | 121 090(+0,47%) |
| 31-10-2020 | 31-10-2020 |  | 8 137 119(+0,6%)   | 121 641(+0,46%) |
| 01-11-2020 | 01-11-2020 |  | 8 184 082(+0,58%)  | 122 111(+0,39%) |
| 02-11-2020 | 02-11-2020 |  | 8 229 313(+0,55%)  | 122 607(+0,41%) |
| 03-11-2020 | 03-11-2020 |  | 8 267 623(+0,47%)  | 123 097(+0,4%)  |
| 04-11-2020 | 04-11-2020 |  | 8 313 876(+0,56%)  | 123 611(+0,42%) |
| 05-11-2020 | 05-11-2020 |  | 8 364 086(+0,6%)   | 124 315(+0,57%) |
| 06-11-2020 | 06-11-2020 |  | 8 411 724(+0,57%)  | 124 985(+0,54%) |
| 07-11-2020 | 07-11-2020 |  | 8 462 080(+0,6%)   | 125 562(+0,46%) |
| 08-11-2020 | 08-11-2020 |  | 8 507 754(+0,54%)  | 126 121(+0,45%) |
| 09-11-2020 | 09-11-2020 |  | 8 553 657(+0,54%)  | 126 611(+0,39%) |
| 10-11-2020 | 10-11-2020 |  | 8 591 730(+0,45%)  | 127 059(+0,35%) |
| 11-11-2020 | 11-11-2020 |  | 8 636 011(+0,52%)  | 127 571(+0,4%)  |
| 12-11-2020 | 12-11-2020 |  | 8 683 916(+0,55%)  | 128 121(+0,43%) |
| 13-11-2020 | 13-11-2020 |  | 8 728 795(+0,52%)  | 128 668(+0,43%) |
| 14-11-2020 | 14-11-2020 |  | 8 773 479(+0,51%)  | 129 188(+0,4%)  |
| 15-11-2020 | 15-11-2020 |  | 8 814 579(+0,47%)  | 129 635(+0,35%) |
| 16-11-2020 | 16-11-2020 |  | 8 845 127(+0,35%)  | 130 070(+0,34%) |
| 17-11-2020 | 17-11-2020 |  | 8 874 290(+0,33%)  | 130 519(+0,35%) |
| 18-11-2020 | 18-11-2020 |  | 8 912 907(+0,44%)  | 130 993(+0,36%) |
| 19-11-2020 | 19-11-2020 |  | 8 958 483(+0,51%)  | 131 578(+0,45%) |
| 20-11-2020 | 20-11-2020 |  | 9 004 365(+0,51%)  | 132 162(+0,44%) |
| 21-11-2020 | 21-11-2020 |  | 9 050 597(+0,51%)  | 132 726(+0,43%) |
| 22-11-2020 | 22-11-2020 |  | 9 095 806(+0,5%)   | 133 227(+0,38%) |
| 23-11-2020 | 23-11-2020 |  | 9 139 865(+0,48%)  | 133 738(+0,38%) |
| 24-11-2020 | 24-11-2020 |  | 9 177 840(+0,42%)  | 134 218(+0,36%) |
| 25-11-2020 | 25-11-2020 |  | 9 222 216(+0,48%)  | 134 699(+0,36%) |
| 26-11-2020 | 26-11-2020 |  | 9 266 705(+0,48%)  | 135 223(+0,39%) |
| 27-11-2020 | 27-11-2020 |  | 9 309 787(+0,46%)  | 135 715(+0,36%) |
| 28-11-2020 | 28-11-2020 |  | 9 351 109(+0,44%)  | 136 200(+0,36%) |
| 29-11-2020 | 29-11-2020 |  | 9 392 919(+0,45%)  | 136 696(+0,36%) |
| 30-11-2020 | 30-11-2020 |  | 9 431 691(+0,41%)  | 137 139(+0,32%) |
| 01-12-2020 | 01-12-2020 |  | 9 462 809(+0,33%)  | 137 621(+0,35%) |
| 02-12-2020 | 02-12-2020 |  | 9 499 413(+0,39%)  | 138 122(+0,36%) |
| 03-12-2020 | 03-12-2020 |  | 9 534 964(+0,37%)  | 138 648(+0,38%) |
| 04-12-2020 | 04-12-2020 |  | 9 571 559(+0,38%)  | 139 188(+0,39%) |
| 05-12-2020 | 05-12-2020 |  | 9 608 211(+0,38%)  | 139 700(+0,37%) |
| 06-12-2020 | 06-12-2020 |  | 9 644 222(+0,37%)  | 140 182(+0,35%) |
| 07-12-2020 | 07-12-2020 |  | 9 677 203(+0,34%)  | 140 573(+0,28%) |
| 08-12-2020 | 08-12-2020 |  | 9 703 770(+0,27%)  | 140 958(+0,27%) |
| 09-12-2020 | 09-12-2020 |  | 9 735 850(+0,33%)  | 141 360(+0,29%) |
| 10-12-2020 | 10-12-2020 |  | 9 767 371(+0,32%)  | 141 772(+0,29%) |
| 11-12-2020 | 11-12-2020 |  | 9 796 769(+0,3%)   | 142 186(+0,29%) |
| 12-12-2020 | 12-12-2020 |  | 9 826 775(+0,31%)  | 142 628(+0,31%) |
| 13-12-2020 | 13-12-2020 |  | 9 857 029(+0,31%)  | 143 019(+0,27%) |
| 14-12-2020 | 14-12-2020 |  | 9 884 100(+0,27%)  | 143 355(+0,23%) |
| 15-12-2020 | 15-12-2020 |  | 9 906 165(+0,22%)  | 143 709(+0,25%) |
| 16-12-2020 | 16-12-2020 |  | 9 932 547(+0,27%)  | 144 096(+0,27%) |
| 17-12-2020 | 17-12-2020 |  | 9 956 557(+0,24%)  | 144 451(+0,25%) |
| 18-12-2020 | 18-12-2020 |  | 9 979 447(+0,23%)  | 144 789(+0,23%) |
| 19-12-2020 | 19-12-2020 |  | 10 004 599(+0,25%) | 145 136(+0,24%) |
| 20-12-2020 | 20-12-2020 |  | 10 031 223(+0,27%) | 145 477(+0,23%) |
| 21-12-2020 | 21-12-2020 |  | 10 055 560(+0,24%) | 145 810(+0,23%) |
| 22-12-2020 | 22-12-2020 |  | 10 075 116(+0,19%) | 146 111(+0,21%) |
| 23-12-2020 | 23-12-2020 |  | 10 099 066(+0,24%) | 146 444(+0,23%) |
| 24-12-2020 | 24-12-2020 |  | 10 123 778(+0,24%) | 146 756(+0,21%) |
| 25-12-2020 | 25-12-2020 |  | 10 146 845(+0,23%) | 147 092(+0,23%) |
| 26-12-2020 | 26-12-2020 |  | 10 169 118(+0,22%) | 147 343(+0,17%) |
| 27-12-2020 | 27-12-2020 |  | 10 187 850(+0,18%) | 147 622(+0,19%) |
| 28-12-2020 | 28-12-2020 |  | 10 207 871(+0,2%)  | 147 901(+0,19%) |
| 29-12-2020 | 29-12-2020 |  | 10 224 303(+0,16%) | 148 153(+0,17%) |
| 30-12-2020 | 30-12-2020 |  | 10 244 852(+0,2%)  | 148 439(+0,19%) |
| 31-12-2020 | 31-12-2020 |  | 10 266 674(+0,21%) | 148 738(+0,2%)  |
| 01-01-2021 | 01-01-2021 |  | 10 286 709(+0,2%)  | 148 994(+0,17%) |
| 02-01-2021 | 02-01-2021 |  | 10 305 788(+0,19%) | 149 218(+0,15%) |
| 03-01-2021 | 03-01-2021 |  | 10 323 965(+0,18%) | 149 435(+0,15%) |
| 04-01-2021 | 04-01-2021 |  | 10 340 469(+0,16%) | 149 649(+0,14%) |
| 05-01-2021 | 05-01-2021 |  | 10 356 844(+0,16%) | 149 850(+0,13%) |
| 06-01-2021 | 06-01-2021 |  | 10 374 932(+0,17%) | 150 114(+0,18%) |
| 07-01-2021 | 07-01-2021 |  | 10 395 278(+0,2%)  | 150 336(+0,15%) |
| 08-01-2021 | 08-01-2021 |  | 10 413 417(+0,17%) | 150 570(+0,16%) |
| 09-01-2021 | 09-01-2021 |  | 10 431 639(+0,17%) | 150 798(+0,15%) |
| 10-01-2021 | 10-01-2021 |  | 10 450 284(+0,18%) | 150 999(+0,13%) |
| 11-01-2021 | 11-01-2021 |  | 10 466 595(+0,16%) | 151 160(+0,11%) |
| 12-01-2021 | 12-01-2021 |  | 10 479 179(+0,12%) | 151 327(+0,11%) |
| 13-01-2021 | 13-01-2021 |  | 10 495 147(+0,15%) | 151 529(+0,13%) |
| 14-01-2021 | 14-01-2021 |  | 10 512 093(+0,16%) | 151 727(+0,13%) |
| 15-01-2021 | 15-01-2021 |  | 10 527 683(+0,15%) | 151 918(+0,13%) |
| 16-01-2021 | 16-01-2021 |  | 10 542 841(+0,14%) | 152 093(+0,12%) |
| 17-01-2021 | 17-01-2021 |  | 10 557 985(+0,14%) | 152 274(+0,12%) |
| 18-01-2021 | 18-01-2021 |  | 10 571 773(+0,13%) | 152 419(+0,1%)  |
| 19-01-2021 | 19-01-2021 |  | 10 581 837(+0,1%)  | 152 556(+0,09%) |
| 20-01-2021 | 20-01-2021 |  | 10 595 660(+0,13%) | 152 718(+0,11%) |
| 21-01-2021 | 21-01-2021 |  | 10 610 883(+0,14%) | 152 869(+0,1%)  |
| 22-01-2021 | 22-01-2021 |  | 10 625 428(+0,14%) | 153 032(+0,11%) |
| 23-01-2021 | 23-01-2021 |  | 10 639 684(+0,13%) | 153 184(+0,1%)  |
| 24-01-2021 | 24-01-2021 |  | 10 654 533(+0,14%) | 153 339(+0,1%)  |
| 25-01-2021 | 25-01-2021 |  | 10 667 736(+0,12%) | 153 470(+0,09%) |
| 26-01-2021 | 26-01-2021 |  | 10 676 838(+0,09%) | 153 587(+0,08%) |
| 27-01-2021 | 27-01-2021 |  | 10 689 527(+0,12%) | 153 724(+0,09%) |
| 28-01-2021 | 28-01-2021 |  | 10 701 193(+0,11%) | 153 847(+0,08%) |
| 29-01-2021 | 29-01-2021 |  | 10 720 048(+0,18%) | 154 010(+0,11%) |
| 30-01-2021 | 30-01-2021 |  | 10 733 131(+0,12%) | 154 147(+0,09%) |
| 31-01-2021 | 31-01-2021 |  | 10 746 183(+0,12%) | 154 274(+0,08%) |
| 01-02-2021 | 01-02-2021 |  | 10 757 610(+0,11%) | 154 392(+0,08%) |
| 02-02-2021 | 02-02-2021 |  | 10 766 245(+0,08%) | 154 486(+0,06%) |
| 03-02-2021 | 03-02-2021 |  | 10 777 284(+0,1%)  | 154 596(+0,07%) |
| 04-02-2021 | 04-02-2021 |  | 10 790 183(+0,12%) | 154 703(+0,07%) |
| 05-02-2021 | 05-02-2021 |  | 10 802 591(+0,11%) | 154 823(+0,08%) |
| 06-02-2021 | 06-02-2021 |  | 10 814 304(+0,11%) | 154 918(+0,06%) |
| 07-02-2021 | 07-02-2021 |  | 10 826 363(+0,11%) | 154 996(+0,05%) |
| 08-02-2021 | 08-02-2021 |  | 10 838 194(+0,11%) | 155 080(+0,05%) |
| 09-02-2021 | 09-02-2021 |  | 10 847 304(+0,08%) | 155 158(+0,05%) |
| 10-02-2021 | 10-02-2021 |  | 10 858 371(+0,1%)  | 155 252(+0,06%) |
| 11-02-2021 | 11-02-2021 |  | 10 871 294(+0,12%) | 155 360(+0,07%) |
| 12-02-2021 | 12-02-2021 |  | 10 880 603(+0,09%) | 155 447(+0,06%) |
| 13-02-2021 | 13-02-2021 |  | 10 892 746(+0,11%) | 155 550(+0,07%) |
| 14-02-2021 | 14-02-2021 |  | 10 904 940(+0,11%) | 155 642(+0,06%) |
| 15-02-2021 | 15-02-2021 |  | 10 916 589(+0,11%) | 155 732(+0,06%) |
| 16-02-2021 | 16-02-2021 |  | 10 925 710(+0,08%) | 155 813(+0,05%) |
| 17-02-2021 | 17-02-2021 |  | 10 937 320(+0,11%) | 155 913(+0,06%) |
| 18-02-2021 | 18-02-2021 |  | 10 950 201(+0,12%) | 156 014(+0,06%) |
| 19-02-2021 | 19-02-2021 |  | 10 963 394(+0,12%) | 156 111(+0,06%) |
| 20-02-2021 | 20-02-2021 |  | 10 977 387(+0,13%) | 156 212(+0,06%) |
| 21-02-2021 | 21-02-2021 |  | 10 991 651(+0,13%) | 156 302(+0,06%) |
| 22-02-2021 | 22-02-2021 |  | 11 005 850(+0,13%) | 156 385(+0,05%) |
| 23-02-2021 | 23-02-2021 |  | 11 016 434(+0,1%)  | 156 463(+0,05%) |
| 24-02-2021 | 24-02-2021 |  | 11 030 176(+0,12%) | 156 567(+0,07%) |
| 25-02-2021 | 25-02-2021 |  | 11 046 914(+0,15%) | 156 705(+0,09%) |
| Fonti: - Ministero della sanità indiano - i Aggiunti 1.672 decessi dei giorni precedenti da Maharashtra e Delhi, portando i nuovi decessi totali a 2.003 - Ultimo aggiornamento: 13.12.2020 |            |  |                    |                 |

## Impatto socioeconomico

### Esercizi commerciali
Il 19 marzo, il primo ministro di Delhi, Arvind Kejriwal, ha annunciato la chiusura di tutti i ristoranti della capitale fino al 31 marzo, in vista dei crescenti casi di coronavirus. Ha vietato anche gli assembramenti con più di 20 persone.
Il 20 marzo, il governo di Delhi ha annunciato che tutti i centri commerciali di Delhi chiuderanno ad eccezione di quelli di verdura, delle drogherie e medicine. I negozi di Mumbai, Pune e Nagpur rimarranno chiusi fino al 31 marzo. Durante questo periodo, i servizi essenziali hanno continuato a funzionare insieme a quelli medici. Il 22 marzo, il primo ministro del Punjab, Amarinder Singh ha adottato le stesse misure del governo di Delhi.

### Formazione scolastica
Il 16 marzo, il governo ha dichiarato il blocco a livello nazionale di tutte le scuole e college. Il 18 marzo il CBSE ha pubblicato le linee guida per i centri di esame. Ciò include il mantenimento di una distanza di almeno 1 metro tra gli studenti che sostengono l'esame, con una classe che non deve avere più di 24 studenti. Il 19 marzo, gli esami principali CBSE e JEE sono stati rinviati al 31 marzo.

### Economia
Il 2 marzo, l'indice BSE SENSEX ha registrato un crollo improvviso, a seguito dell'annuncio del Ministero della Salute della scoperta di due nuovi casi confermati. Un rapporto delle Nazioni Unite ha stimato un impatto commerciale di 348 milioni di dollari USA sull'India a causa dello scoppio, rendendo l'India una delle 15 economie più colpite in tutto il mondo. La Banca asiatica di sviluppo ha stimato che l'epidemia potrebbe causare perdite fino a $ 29,9 miliardi all'economia indiana.
Il 12 marzo, i mercati azionari indiani hanno subito il peggior crollo da giugno 2017 dopo la dichiarazione dell'OMS che annunciava la pandemia. Il BSE SENSEX è sceso dell'8,18% a 2.919 punti.
La missione spaziale GISAT-1 della Indian Space Research Organisation, che era prevista per il suo lancio ad aprile, è stata rinviata a causa del blocco. Il 1º aprile, le operazioni di estrazione del carbone della Singareni Collieries Company a Telangana sono state interrotte a causa della minaccia della pandemia di COVID-19.

### Intrattenimento
Gli International Indian Film Academy Awards, previsti per il 27 marzo, sono stati cancellati. La maggior parte dei governi statali ha chiuso i cinema. Gli enti cinematografici hanno deciso di interrompere la produzione di film, programmi TV e serie web fino al 31 marzo. Il 25 marzo, tutti i servizi di streaming video hanno deciso congiuntamente di offrire solo contenuti di qualità SD su reti cellulari. Hanno anche deciso di abbassare la risoluzione a 480p per ridurre lo stress sulle reti di telecomunicazione durante il blocco di 21 giorni durante il quale ci sarebbe stato un aumento senza precedenti del consumo di Internet mobile, poiché le persone erano confinate nelle loro case.